# Pierre Kovalevsky
Pour les articles homonymes, voir Kovalevsky.
Pierre Kovalevsky (en russe : Пётр Евграфович Ковалевский, Piotr Ievgrafovitch Kovalevski), né le 16 décembre 1901 à Saint-Pétersbourg, en Russie, et décédé le 27 avril 1978 à Paris, en France, est un historien français.

## Biographie
Frère de Maxime Kovalevsky et d'Eugraph Kovalevsky (Evêque Jean de Saint Denis), disciple d'Anton Kartachev, il est l'un des fondateurs de la Confrérie Saint-Photius.
Il soutient en 1925 une thèse de doctorat ès lettres à propos du peintre russe Nikolaï Leskov.
Il est ordonné sous-diacre en 1942 par le métropolite Euloge. Il participera à son tour à la formation d'autres servants d'autel.
Il laisse une œuvre importante dont certains ouvrages ont souffert d'être plagiés sans vergogne par d'autres auteurs.
On citera son admirable "Serge de Radonege", publié dans la collection des "Maîtres spirituels" au Seuil en 1958 et repris presque mot pour mot par Louis Beroud dans son livre éponyme publié chez François-Xavier de Guibert en 2013[réf. nécessaire].

## Ouvrages
- Manuel d'histoire russe, étude critique des sources et exposé historique, Payot, 1948
- Atlas historique et culturel  de la Russie et du monde slave, Editions Meddens, Paris et Bruxelles, 1961
- Serge de Radonege et la spiritualité russe , Collection Maîtres spirituels, microcosme, Seuil, 1958
- Histoire de la Russie et de l'URSS, Librairie des cinq continents , Paris, 1970.